# Umaglesi Liga 2016
La Umaglesi Liga 2016 fue la edición número 28 de la Umaglesi Liga, esta fue una edición especial destinada a acomodar el calendario de la liga que pasó a jugarse en año calendario a partir del 2017. La temporada comenzó el 7 de agosto y terminó el 11 de diciembre. El FC Samtredia se proclamó campeón.

## Sistema de competición
Los catorce equipos participantes fueron divididos en dos grupos de siete cada uno; dentro de cada grupo los siete equipos jugaron entre sí todos contra todos dos veces totalizando doce partidos cada uno, al término de la fecha doce el primer clasificado de cada grupo pasaron a jugar el Play-off de campeonato, mientras que el segundo y tercer clasificado de cada grupo pasaron a jugar los Play-offs para la Liga Europea; por otro lado el último de cada grupo descendió a la Pirveli Liga 2017, mientras que el quinto y sexto de cada grupo jugaron los Play-offs de relegación que determinó su participación en la Umaglesi Liga 2017.
El ganador del Play-off de campeonato se clasificó para la primera ronda de la Liga de Campeones 2017-18, mientras que el perdedor se clasificó para la primera ronda de la Liga Europea 2017-18; el ganador del Play-offs para la Liga Europea se clasificó a la primera ronda de la Liga Europea 2017-18; los dos perdedores de los Play-offs de relegación descendieron a la Pirveli Liga 2017.
Un tercer cupo para la primera ronda de la Liga Europea 2017-18 fue asignado al campeón de la Copa de Georgia.

## Ascensos y descensos
| Pos.    | Ascendidos de Pirveli Liga 2015-16 |
| ------- | ---------------------------------- |
| No hubo |                                    |

| Pos. | Descendidos de Umaglesi Liga 2015-16 |
| ---- | ------------------------------------ |
| 15   | Sapovnela Terjola                    |
| 16   | Merani Martvili                      |

## Equipos participantes
| Club               | Ciudad     | Estadio                   | Capacidad |
| ------------------ | ---------- | ------------------------- | --------- |
| Chikhura Sachkhere | Sachkhere  | Estadio Central           | 14.700    |
| Dinamo Batumi      | Batumi     | Adeli Stadium             | 1.000     |
| Dila Gori          | Gori       | Estadio Tengiz Burjanadze | 6.000     |
| Dinamo Tbilisi     | Tiflis     | Estadio Boris Paichadze   | 55.000    |
| Guria Lanchkhuti   | Lanchkhuti | Estadio Fazisi            | 3.000     |
| Kolkheti Poti      | Poti       | Fazisi Stadium            | 6.000     |
| Lokomotivi Tbilisi | Tiflis     | Mikheil Meskhi Stadium    | 27.223    |
| Saburtalo Tbilisi  | Tiflis     | Bendela                   | 2.000     |
| Samtredia          | Samtredia  | Erosi Manjgaladze Stadium | 2.000     |
| Sioni Bolnisi      | Bolnisi    | Estadio Tamaz Stephania   | 3.000     |
| Shukura Kobuleti   | Kobuleti   | Chele Arena               | 6.000     |
| Torpedo Kutaisi    | Kutaisi    | Estadio Givi Kiladze      | 19.400    |
| Tskhinvali         | Tskhinvali | Estadio Mikheil Meskhi    | 25.000    |
| Zugdidi            | Zugdidi    | Creating Central stadium  | 2.000     |

## Temporada regular

### Grupo rojo
| Pos. | Equipo            | Pts. | PJ | G | E | P  | GF | GC | Dif. | Clasificación 2016                                 |
| ---- | ----------------- | ---- | -- | - | - | -- | -- | -- | ---- | -------------------------------------------------- |
| 1    | Samtredia         | 27   | 12 | 8 | 3 | 1  | 27 | 9  | +18  | Play-offs de campeonato                            |
| 2    | Dinamo Batumi     | 20   | 12 | 5 | 5 | 2  | 20 | 5  | +15  | Play-offs para entrar en la Liga Europa de la UEFA |
| 3    | Saburtalo Tbilisi | 19   | 12 | 5 | 4 | 3  | 17 | 12 | +5   | Play-offs para entrar en la Liga Europa de la UEFA |
| 4    | Kolkheti Poti     | 18   | 12 | 6 | 0 | 6  | 10 | 18 | −8   |                                                    |
| 5    | Dila Gori (O)     | 17   | 12 | 5 | 2 | 5  | 13 | 12 | +1   | Play-offs por la permanencia                       |
| 6    | Sioni Bolnisi     | 11   | 12 | 3 | 2 | 7  | 13 | 19 | −6   | Play-offs por la permanencia                       |
| 7    | Zugdidi           | 6    | 12 | 2 | 0 | 10 | 5  | 30 | −25  | Desciende a Erovnuli Liga 2 2017                   |

Actualizado a los partidos jugados el 11 de noviembre de 2016.
 Fuente: Soccerway

### Resultados cruzados
| Local \ Visitante | DBA | DIL | KOL | SAB | SAM | SIO | ZUG |
| ----------------- | --- | --- | --- | --- | --- | --- | --- |
| Dinamo Batumi     | —   | 3–1 | 0–1 | 0–1 | 1–1 | 0–0 | 5–0 |
| Dila Gori         | 0–0 | —   | 1–0 | 0–0 | 1–2 | 2–1 | 4–1 |
| Kolkheti Poti     | 0–5 | 0–1 | —   | 1–0 | 1–3 | 1–0 | 2–0 |
| Saburtalo Tbilisi | 0–0 | 2–1 | 6–1 | —   | 2–2 | 1–1 | 3–1 |
| Samtredia         | 1–1 | 0–2 | 2–0 | 3–0 | —   | 4–1 | 1–0 |
| Sioni Bolnisi     | 0–3 | 2–0 | 0–2 | 1–2 | 0–3 | —   | 4–1 |
| Zugdidi           | 0–2 | 1–0 | 0–1 | 1–0 | 0–5 | 0–3 | —   |

### Grupo blanco
| Pos. | Equipo               | Pts. | PJ | G | E | P | GF | GC | Dif. | Clasificación y descenso 2016                      |
| ---- | -------------------- | ---- | -- | - | - | - | -- | -- | ---- | -------------------------------------------------- |
| 1    | Chikhura Sachkhere   | 29   | 12 | 9 | 2 | 1 | 27 | 11 | +16  | Play-offs de campeonato                            |
| 2    | Dinamo Tbilisi       | 23   | 12 | 6 | 5 | 1 | 17 | 5  | +12  | Play-offs para entrar en la Liga Europa de la UEFA |
| 3    | Torpedo Kutaisi      | 15   | 12 | 4 | 3 | 5 | 16 | 12 | +4   | Primera ronda de la Liga Europa y Play-offs        |
| 4    | Lokomotivi Tbilisi   | 15   | 12 | 4 | 3 | 5 | 11 | 18 | −7   |                                                    |
| 5    | Shukura Kobuleti (O) | 12   | 12 | 2 | 6 | 4 | 10 | 13 | −3   | Play-offs por la permanencia                       |
| 6    | Guria Lanchkhuti     | 11   | 12 | 3 | 2 | 7 | 8  | 21 | −13  | Play-offs por la permanencia                       |
| 7    | Tskhinvali           | 9    | 12 | 2 | 3 | 7 | 12 | 21 | −9   | Desciende a Erovnuli Liga 2 2017                   |

Actualizado a los partidos jugados el 26 de noviembre de 2016.
 Fuente: Soccerway
Notas:
1. ↑  Tras ganar la Copa de Georgia, el Torpedo Kutaisi obtuvo una plaza para participar en la Liga Europa 2017-18.

### Resultados cruzados
| Local \ Visitante  | CHI | DIN | GUR | LOK | SHU | TOR | TSK |
| ------------------ | --- | --- | --- | --- | --- | --- | --- |
| Chikhura Sachkhere | —   | 0–0 | 1–2 | 3–2 | 1–1 | 2–1 | 4–1 |
| Dinamo Tbilisi     | 1–2 | —   | 3–0 | 4–0 | 1–1 | 0–0 | 0–0 |
| Guria Lanchkhuti   | 0–2 | 0–2 | —   | 1–0 | 0–0 | 2–1 | 0–0 |
| Lokomotivi Tbilisi | 1–4 | 0–0 | 2–1 | —   | 1–1 | 0–0 | 2–0 |
| Shukura Kobuleti   | 1–3 | 0–1 | 3–1 | 0–1 | —   | 2–1 | 1–3 |
| Torpedo Kutaisi    | 0–3 | 0–1 | 5–0 | 3–0 | 0–0 | —   | 3–1 |
| Tskhinvali         | 1–2 | 2–4 | 2–1 | 1–2 | 0–0 | 1–2 | —   |

## Play-off de campeonato
Será jugado por el primer clasificado de cada grupo.
| Ida, 3 de diciembre de 2016, 14:00; | Samtredia            | 2:0 (2:0) | Chikhura Sachkhere | Erosi Manjgaladze Stadium, Samtredia                      |                                                           |
|                                     | - Zivzivadze 18' 40' | Reporte   |                    | Asistencia: 2.000 espectadores Árbitro(s): Lasha Silagava | Asistencia: 2.000 espectadores Árbitro(s): Lasha Silagava |

| Vuelta, 11 de diciembre de 2016, 13:30 | Chikhura Sachkhere                 | 2:2 (0:1) (Global 2:4) | Samtredia                         | Estadio Borís Paichadze, Tiflis                           |                                                           |
|                                        | - Dekanoidze 82' - Lobzhanidze 90' | Reporte                | - 42' Arabuli - 59' Datunaishvili | Asistencia: 4.000 espectadores Árbitro(s): Lasha Silagava | Asistencia: 4.000 espectadores Árbitro(s): Lasha Silagava |

| Samtredia Clasificado a la Liga de Campeones 2017-18 | Chikhura Sachkhere Clasificado a la Liga Europea 2017-18 |

## Play-offs para la Liga Europea
Será jugado por el segundo y tercer clasificado de cada grupo.

### Semifinales

#### Torpedo Kutaisi-Dinamo Batumi
| Ida, 30 de noviembre de 2016, 18:00; | Torpedo Kutaisi                  | 2:1 (1:0) | Dinamo Batumi | Ramaz Shengelia Stadium, Kutaisi                             |                                                              |
|                                      | - Babunashvili 29' - Kimadze 65' | Reporte   | - 72' Shonia  | Asistencia: 1.000 espectadores Árbitro(s): Giorgi Kruashvili | Asistencia: 1.000 espectadores Árbitro(s): Giorgi Kruashvili |

| Vuelta, 4 de diciembre de 2016, 13:00; | Dinamo Batumi   | 1:0 (1:0) (Global 2:2) | Torpedo Kutaisi | Chele Arena, Kobuleti                                          |                                                                |
|                                        | - Kavtaradze 8' | Reporte                |                 | Asistencia: 700 espectadores Árbitro(s): Davit Kharitonashvili | Asistencia: 700 espectadores Árbitro(s): Davit Kharitonashvili |

#### Saburtalo Tbilisi-Dinamo Tbilisi
| Ida, 30 de noviembre de 2016, 17:00; | Saburtalo Tbilisi | 0:0     | Dinamo Tbilisi | Estadio Mikheil Meskhi, Tiflis                                |                                                               |
|                                      |                   | Reporte |                | Asistencia: 300 espectadores Árbitro(s): Irakli Kvirikashvili | Asistencia: 300 espectadores Árbitro(s): Irakli Kvirikashvili |

| Vuelta,; 4 de diciembre de 2016, 13:00 | Dinamo Tbilisi | 1:0 (1:0) (Global 1:0) | Saburtalo Tbilisi | Estadio Borís Paichadze, Tiflis                        |                                                        |
|                                        | - Zaria 25'    | Reporte                |                   | Asistencia: 500 espectadores Árbitro(s): Jener Khorava | Asistencia: 500 espectadores Árbitro(s): Jener Khorava |

### Final
| 10 de diciembre de 2016, 15:00 | Dinamo Batumi | 1:0 (1:0) | Dinamo Tbilisi | Estadio Mikheil Meskhi, Tiflis                               |                                                              |
|                                | - Shonia 16'  | Reporte   |                | Asistencia: 300 espectadores Árbitro(s): Giorgi Vadatchkoria | Asistencia: 300 espectadores Árbitro(s): Giorgi Vadatchkoria |

| Dinamo Batumi Clasificado a la Liga Europea 2017-18 |

## Play-offs de relegación
será jugado por el quinto y sexto clasificado de cada grupo.

#### Guria Lanchkhuti-Dila Gori
| Ida, 1 de diciembre de 2016, 14:00; | Guria Lanchkhuti | 0:2 (0:0) | Dila Gori                 | Evgrapi Shevardnadze Stadium, Lanchkhuti             |                                                      |
|                                     |                  | Reporte   | - 56' Dan Kowa - 82' Etou | Asistencia: 400 espectadores Árbitro(s): Bakur Ninua | Asistencia: 400 espectadores Árbitro(s): Bakur Ninua |

| Vuelta, 6 de diciembre de 2016, 13:00; | Dila Gori | 0:0 (Global 0:2) | Guria Lanchkhuti | Tengiz Burjanadze Stadium, Gori                              |                                                              |
|                                        |           | Reporte          |                  | Asistencia: 300 espectadores Árbitro(s): Goga Kikacheishvili | Asistencia: 300 espectadores Árbitro(s): Goga Kikacheishvili |

| Guria Lanchkhuti Desciende a Pirveli Liga 2017 |

#### Sioni Bolnisi-Shukura Kobuleti
| Ida, 1 de diciembre de 2016, 14:00; | Sioni Bolnisi                                         | 4:3 (2:2) | Shukura Kobuleti                                  | Tamaz Stepania Stadium, Bolnisi]                               |                                                                |
|                                     | - Svanidze 16' - Sikharulidze 45+2' 85' - Vasadze 72' | Reporte   | - 9' Komakhidze - 18' Konyeha - 84' Shalamberidze | Asistencia: 1.500 espectadores Árbitro(s): Giorgi Vadatchkoria | Asistencia: 1.500 espectadores Árbitro(s): Giorgi Vadatchkoria |

| Vuelta, 6 de diciembre de 2016,13:00 | Shukura Kobuleti                | 2:0 (1:0) (Global 5:4) | Sioni Bolnisi | Chele Arena, Kobuleti          |                                |
|                                      | - Guruli 40' - De Almeida 90+4' | Reporte                |               | Árbitro(s): Arsen Nonikashvili | Árbitro(s): Arsen Nonikashvili |

| Sioni Bolnisi Desciende a Pirveli Liga 2017 |

## Goleadores
Actualizado el 26 de noviembre de 2016.
| Pos. | Jugador                  | Equipo                 | Goles |
| ---- | ------------------------ | ---------------------- | ----- |
| 1    | Budu Zivzivadze          | FC Samtredia           | 11    |
| 2    | Saba Lobzhanidze         | FC Chikhura            | 8     |
| 3    | Jaba Dvali               | FC Spartaki Tskhinvali | 7     |
| 4    | Davit Volkovi            | FC Sioni Bolnisi       | 6     |
| 5    | Teimuraz Shonia          | FC Dinamo Batumi       | 5     |
| 6    | Oleg Mamasakhlisi        | FC Torpedo Kutaisi     | 5     |
| 7    | Giorgi 'Gega' Diasamidze | FC Lokomotivi Tbilisi  | 5     |
| 8    | Giorgi Kharaishvili      | FC Saburtalo Tbilisi   | 5     |
| 9    | Elguja Lobjanidze        | FC Dinamo Batumi       | 5     |